# 吉川松寿丸
吉川 松寿丸（きっかわ しょうじゅまる）は、安土桃山時代の人物。吉川元春の四男。

## 生涯
吉川元春の四男として生まれる。母は新庄局。元長、毛利元氏、広家の同母弟である。松寿丸の幼名は、祖父の毛利元就と同じく付けられた。
石見小笠原氏当主の小笠原長旌に男子がいなかったことから、石見小笠原氏の重臣小笠原長治から吉川家臣の市川春俊を通じ、吉川元春に対して松寿丸を長旌の養子として迎えたいという要請があった。しかし、天正6年（1578年）10月に松寿丸は病に罹り、一度は病状が落ち着いたものの、そのまま同年10月27日に早世。元春と新庄局は、松寿丸が成長した際には杖や柱のように思って頼りにするつもりであったため、その早い死を悲しんだ。兄の元長も松寿丸の病状を気にかけており、松寿丸の病状が少し回復した際の周伯恵雍との書状のやりとりで、松寿丸の病状が少し回復したので安心するように、という旨を述べている。松寿丸の死により、吉川氏と石見小笠原氏との養子縁組の話は一度白紙となったが、その後に石見小笠原氏は吉川経言（広家）との養子縁組を要請した。しかし、この経言との養子縁組も毛利輝元の反対により取りやめとなっている。